# جیانیکو
جیانیکو (به ایتالیایی: Gianico) یک کومونه در ایتالیا است که در استان برشا واقع شده‌است.

## خصوصیات
جیانیکو ۱۳ کیلومترمربع مساحت و ۲٬۲۲۷ نفر جمعیت دارد و ۲۸۱ متر بالاتر از سطح دریا واقع شده‌است.